# Župnija Jarenina
Župnija Jarenina je rimskokatoliška teritorialna župnija dekanije Jarenina mariborskega naddekanata, ki je del nadškofije Maribor.

## Sakralni objekti
- Cerkev Marijinega vnebovzetja, Jareninski Dol (župnijska cerkev)
- Kapela sv. Mihael, Jareninski Dol, kostnica